# Patricio Damián Pérez
Patricio Damián Pérez (Buenos Aires, 12 de septiembre de 2000) es un futbolista argentino que juega como mediocampista en Club Almagro de la Primera Nacional.

## Estadísticas

### Clubes
| Club                     | Div.          | Temporada     | Liga  | Liga  | Liga   | Copas nacionales | Copas nacionales | Copas nacionales | Torneos internacionales | Torneos internacionales | Torneos internacionales | Total | Total | Total  |
| Club                     | Div.          | Temporada     | Part. | Goles | Asist. | Part.            | Goles            | Asist.           | Part.                   | Goles                   | Asist.                  | Part. | Goles | Asist. |
| ------------------------ | ------------- | ------------- | ----- | ----- | ------ | ---------------- | ---------------- | ---------------- | ----------------------- | ----------------------- | ----------------------- | ----- | ----- | ------ |
| Platense Argentina       | 2.ª           | 2019-20       | 4     | —     | —      | —                | —                | —                | Inaccesibles            | Inaccesibles            | Inaccesibles            | 4     | 0     | 0      |
| Platense Argentina       | 2.ª           | 2020          | 1     | —     | —      | —                | —                | —                | Inaccesibles            | Inaccesibles            | Inaccesibles            | 1     | 0     | 0      |
| Platense Argentina       | 1.ª           | 2021          | 2     | —     | —      | —                | —                | —                | —                       | —                       | —                       | 2     | 0     | 0      |
| Platense Argentina       | Total club    | Total club    | 7     | 0     | 0      | 0                | 0                | 0                | 0                       | 0                       | 0                       | 7     | 0     | 0      |
| San Martín (T) Argentina | 2.ª           | 2022          | 5     | 0     | 0      | 1                | —                | —                | Inaccesibles            | Inaccesibles            | Inaccesibles            | 6     | 0     | 0      |
| San Martín (T) Argentina | Total club    | Total club    | 5     | 0     | 0      | 1                | 0                | 0                | 0                       | 0                       | 0                       | 6     | 0     | 0      |
| Total carrera            | Total carrera | Total carrera | 12    | 0     | 0      | 1                | 0                | 0                | 0                       | 0                       | 0                       | 13    | 0     | 0      |

## Palmarés

### Torneos nacionales
| Título                     | Club     | País      | Año  |
| -------------------------- | -------- | --------- | ---- |
| Ascenso a Primera División | Platense | Argentina | 2020 |